# فرانسیس جی گرندن
فرانسیس جی گرندون (انگلیسی: Francis J. Grandon؛ ۱۸۷۹ – ۱۱ ژوئیه ۱۹۲۹) کارگردان و هنرپیشه فیلم‌های صامت اهل کشور ایالات متحده آمریکا بود. وی در حدود ۱۰۰ فیلم بازی کرده بود و بیش از ۱۰۰ فیلم را نیز کارگردانی نموده بود.
از فیلم‌هایی که وی در آن نقش داشته است می‌توان به در کالیفرنیای قدیم اشاره کرد.